# Râul Valea Băii
Râul Valea Băii este un curs de apă, afluent al Râul Valea Pietrei Mari. 

## Hărți
- Harta Munților Bucegi  Arhivat în 28 mai 2008, la Wayback Machine.
- Harta Munților Postăvaru  Arhivat în 3 august 2008, la Wayback Machine.
- Harta Munții Piatra Mare [nefuncțională – arhivă]
- Harta Județului Brașov